# 布比奥
布比奥（義大利語：Bubbio），是意大利阿斯蒂省的一个市镇。总面积15.69平方公里，人口920人，人口密度58.6人/平方公里（2009年）。ISTAT代码为005011。